# Аисај (Аичи)
Аисаи (јап. 愛西市) град је у Јапану у префектури Аичи. Према попису становништва из септембра 2016. у граду је живело 62.587 становника.

## Географија
Аисаи се налази у приобалној равници на западу Префектуре Аичи и граничи се Префектуром Гифу на западу. Има кратаку границу са Префектуром Мие на југозападу. Кроз град теку реке Кисо и Нагара.

### Суседне општине
- Префектура Аичи
  - Цушима
  - Кание
  - Иназава
  - Јатоми
  - Ама
- Префектура Мие
  - Кувана
- Префектура Гифу
  - Каизу

## Историја
Модеран град Аисаи је настао 1. априла 2005. године спајањем градова Саја и Саори и села Хачикаи и Татцута.

## Становништво
Према подацима са пописа, у граду је септембра 2016. године живело 62.587 становника.